# گروه خانواده یک و تنها، اصلی
گروه خانواده یک و تنها، اصلی (به انگلیسی: The One and Only, Genuine, Original Family Band) فیلمی محصول سال ۱۹۶۸ و به کارگردانی مایکل اوهرلیهی است. در این فیلم بازیگرانی همچون والتر برنان، بادی ابسن، لزلی ان وارن، جان دیویدسون، جانت بلیر، کرت راسل، ریچارد دیکون، والی کاکس، جان والمسلی و گلدی هان ایفای نقش کرده‌اند. 